# Villebon-sur-Yvette
Villebon-sur-Yvette – miejscowość i gmina we Francji, w regionie Île-de-France, w departamencie Essonne.
Według danych na rok 1990 gminę zamieszkiwało 9080 osób, a gęstość zaludnienia wynosiła 1225 osób/km² (wśród 1287 gmin regionu Île-de-France Villebon-sur-Yvette plasuje się na 249. miejscu pod względem liczby ludności, natomiast pod względem powierzchni na miejscu 522.).